# Regina Amollo
Regina Amollo (sinh k. 1954) là một nhà văn người Uganda.

## Tiểu sử
Được đào tạo như một y tá, Amollo bắt đầu viết cuốn tiểu thuyết đầu tiên của mình, A Season of Mirth, vào năm 1976. Bà được khuyến khích hoàn thành bản thảo của một trong những giáo sư của mình, Austin Ejiet, nhưng phải đến năm 1999, cuốn sách mới được xuất bản. Cuốn sách, tìm hiểu về chủ nghĩa sô vanh nam và sự áp bức của phụ nữ ở Uganda, hiện đang được yêu cầu đọc cho các sinh viên ở Uganda.
Amollo đã nghỉ hưu từ điều dưỡng năm 2009. Bà đã xuất bản một số cuốn sách khác, bao gồm Khi mẹ rời khỏi nhà và Nỗi đau của việc vay mượn. Bà đã viết một đoạn trích hai tập cho ngôn ngữ Kumam, Pwonyo Isoma Itabu Me Agege, và xuất bản một tuyển tập truyện của các nhà văn nữ mang tên Những ngày ở Iganga.